# Approssimazione di Boussinesq (convezione naturale)
In fluidodinamica, l'approssimazione di Boussinesq (da Joseph Valentin Boussinesq) è utilizzata nello studio dei flussi guidati dalla galleggiabilità (noti anche come flussi di convezione naturale). L'idea è quella di trascurare gli effetti legati alla densità quasi ovunque nelle equazioni, tranne nei termini in cui sono moltiplicate per {\displaystyle g}, l'accelerazione di gravità. L'essenza dell'approssimazione di Boussinesq è quindi che le differenze di inerzia siano trascurabili, per cui il campo di velocità del fluido viene considerato incomprimibile, ma la gravità è sufficientemente forte da rendere le differenze di peso specifico importanti nella dinamica del fluido. Fenomeni come le onde sonore  non possono essere descritte con l'approssimazione di Boussinesq, in quanto esse sono legate a variazioni di densità.
I flussi di Boussinesq sono comuni in natura (nello studio dei flussi geofisici, come fronti atmosferici, correnti oceaniche, venti catabatici), industria (dispersioni di gas densi, ventilazione delle cappe chimiche) e negli edifici (ventilazione naturale, riscaldamento centralizzato). L'approssimazione è estremamente accurata per molti di questi flussi e semplifica notevolmente i calcoli.

## L'approssimazione[1]
L'approssimazione di Boussinesq viene applicata a problemi in cui il fluido varia di temperatura da un punto all'altro, e ciò causa un moto del fluido e un trasferimento di calore . Il flusso deve soddisfare la conservazione della massa, della quantità di moto e dell'energia . Nell'approssimazione di Boussinesq, variazioni nelle proprietà dei fluidi che non siano legate alla densità {\displaystyle \rho } vengono ignorate, e la densità stessa appare solo quando viene moltiplicata per l'accelerazione di gravità {\displaystyle g}. Se {\displaystyle u} è la velocità locale di una porzione di fluido, l'equazione di continuità per la conservazione della massa è
{\displaystyle {\frac {\partial \rho }{\partial t}}+\nabla \cdot \left(\rho \mathbf {u} \right)=0.}
Se le variazioni di densità vengono ignorate, si riduce a:
{\displaystyle \nabla \cdot \mathbf {u} =0.}
L'espressione generale per la conservazione della quantità di moto di un fluido newtoniano incomprimibile (equazione di Navier-Stokes incomprimibile) è
{\displaystyle {\frac {\partial \mathbf {u} }{\partial t}}+\left(\mathbf {u} \cdot \nabla \right)\mathbf {u} =-{\frac {1}{\rho }}\nabla p+\nu \nabla ^{2}\mathbf {u} +{\frac {1}{\rho }}\mathbf {F} ,}
dove {\displaystyle \nu } è la viscosità cinematica e {\displaystyle {\textbf {F}}} è la somma di eventuali forze di volume come la gravità. In questa equazione, si assume che la densità sia formata da una parte costante e un'altra parte che ha una dipendenza lineare dalla temperatura:
{\displaystyle \rho =\rho _{0}-\alpha \rho _{0}(T-T_{0}),}
dove {\displaystyle \alpha } è il coefficiente di dilatazione termica. L'approssimazione di Boussinesq assume che le variazioni di densità sono importante solo nel termine di galleggiabilità.
Se {\displaystyle F=\rho \mathbf {g} ,} è la forza di gravità, l'equazione di conservazione risultante è:
{\displaystyle {\frac {\partial \mathbf {u} }{\partial t}}+\left(\mathbf {u} \cdot \nabla \right)\mathbf {u} =-{\frac {1}{\rho _{0}}}\nabla (p-\rho _{0}\mathbf {g} \cdot \mathbf {z} )+\nu \nabla ^{2}\mathbf {u} -\mathbf {g} \alpha (T-T_{0}).}
Nell'equazione per il flusso di calore in un gradiente di temperatura, si assume costante la capacità termica per unità di volume {\displaystyle \rho C_{p}}, e si ignora il termine di dissipazione. L'equazione risultante è
{\displaystyle {\frac {\partial T}{\partial t}}+\mathbf {u} \cdot \nabla T={\frac {k}{\rho C_{p}}}\nabla ^{2}T+{\frac {J}{\rho C_{p}}},}
dove {\displaystyle J} è il tasso di produzione interna di calore per unità di volume e {\displaystyle k} è la conducibilità termica.
L'approssimazione di Boussinesq è quindi costituita da queste tre equazioni.
In certi casi ha senso considerare anche una seconda equazione di trasporto, oltre a quella per il campo di temperatura, per descrivere un'ulteriore quantità in grado di modificare la densità del fluido (come può essere la salinità). In questo caso è allora possibile descrivere fenomeni come la convezione doppio-diffusiva, legata alla differenza fra le velocità di diffusione di calore e sale.

## Vantaggi
Il vantaggio principale dell'approssimazione è di considerare di fatto un unico valore di densità, assumendo che la differenza {\displaystyle \rho _{1}-\rho _{2}} fra le densità di due fluidi (ad esempio uno più caldo e uno più freddo) sia trascurabile rispetto alla densità media {\displaystyle \rho }:
{\displaystyle {\frac {\rho _{1}-\rho _{2}}{\rho }}\ll 1},
e che possa entrare nelle equazioni solo attraverso la gravità ridotta {\displaystyle g'}:
{\displaystyle g'=g{\frac {\rho _{1}-\rho _{2}}{\rho }}.}
La matematica del flusso è quindi più semplice perché il rapporto delle densità {\displaystyle \rho _{1}/\rho _{2}}, una quantità adimensionale, non influisce sul flusso; l'approssimazione di Boussinesq afferma che si può assumere che sia esattamente uno.

## Inversione spaziale e validità
Una caratteristica dei flussi di Boussinesq è che hanno lo stesso comportamento se visti sottosopra, a condizione che le identità dei fluidi siano scambiate. L'approssimazione di Boussinesq cessa di essere valida quando la differenza di densità adimensionale {\displaystyle \Delta \rho /\rho }  è di ordine uno.
Ad esempio, consideriamo una finestra aperta in una stanza calda. L'aria calda all'interno è meno densa dell'aria fredda all'esterno, che fluisce nella stanza e scende verso il pavimento. Ora immaginiamo il contrario: una stanza fredda esposta all'aria calda esterna. Qui l'aria che entra sale verso il soffitto. Se il flusso può essere descritto con l'approssimazione di Boussinesq (e la stanza è in generale simmetrica fra alto e basso), vedere la stanza fredda capovolta è esattamente lo stesso che vedere la stanza calda nel verso giusto. Questo perché l'unico modo con cui la densità entra nel problema è attraverso la gravità ridotta {\displaystyle g'}, che subisce solo un cambiamento di segno quando si passa dal flusso della stanza calda al flusso della stanza fredda.
Un esempio di flusso non descrivibile con l'approssimazione di Boussinesq è quello delle bolle d'aria che salgono nell'acqua, che è molto diverso da quello dell'acqua che cade nell'aria: nel primo caso le bolle che salgono tendono a formare gusci semisferici, mentre l'acqua che cade nell'aria si divide in gocce di pioggia (a piccole scale entra in gioco la tensione superficiale, che modifica le equazioni).